# The All-American Rejects

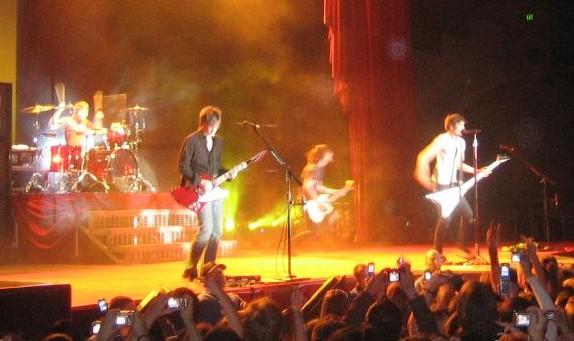
The All-American Rejects 2006

I The All-American Rejects sono un gruppo rock statunitense formatasi a Stillwater, Oklahoma. Il loro album Move Along è stato pubblicato nel 2005 e il singolo Dirty Little Secret ha raggiunto la 9ª posizione nella Billboard Hot 100 nel gennaio del 2006 e la 18ª posizione nella UK top 40 nel giugno 2006. Il 18 novembre 2008 è uscito il loro terzo album When the World Comes Down mentre il primo singolo Gives You Hell ha raggiunto la 6ª posizione nella Billboard Hot 100.

## Formazione
- Tyson Ritter – voce, basso
- Nick Wheeler – chitarra solista, tastiera, cori
- Mike Kennerty – chitarra ritmica, cori
- Chris Gaylor – batteria

## Discografia

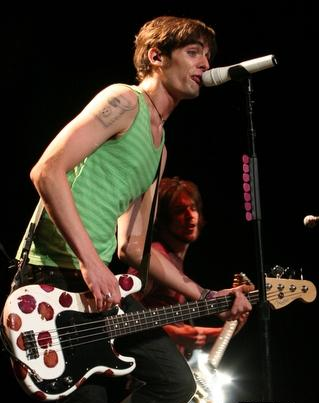
Tyson Ritter

### Album in studio
- 2003 – The All-American Rejects
- 2005 – Move Along
- 2008 – When the World Comes Down
- 2012 – Kids in the Street

### EP
- 2001 – Same Girl, New Songs
- 2017 – Sweat (EP)

### Singoli
| Anno | Titolo                               | Posizione massima | Posizione massima | Posizione massima | Posizione massima | Posizione massima | Album                     |
| Anno | Titolo                               | US Alt.           | US Rock           | US                | UK                | US Pop            | Album                     |
| ---- | ------------------------------------ | ----------------- | ----------------- | ----------------- | ----------------- | ----------------- | ------------------------- |
| 2002 | Swing Swing                          | 8                 | —                 | 60                | 13                | —                 | The All American Rejects  |
| 2003 | The Last Song                        | 29                | —                 | —                 | 69                | —                 | The All American Rejects  |
| 2003 | My Paper Heart                       | —                 | —                 | —                 | —                 | —                 | The All American Rejects  |
| 2003 | Time Stands Still                    | —                 | —                 | —                 | —                 | —                 | The All American Rejects  |
| 2005 | Dirty Little Secret [Internazionale] | —                 | —                 | 9                 | 96                | 4                 | Move Along                |
| 2006 | Move Along                           | —                 | —                 | 15                | 42                | 12                | Move Along                |
| 2006 | Dirty Little Secret [solo UK]        | —                 | —                 | —                 | 18                | —                 | Move Along                |
| 2006 | It Ends Tonight                      | —                 | —                 | 8                 | 66                | 12                | Move Along                |
| 2006 | Top of the World                     | —                 | —                 | —                 | —                 | —                 | Move Along                |
| 2008 | Gives You Hell                       | —                 | —                 | 6                 | —                 | —                 | When the World Comes Down |
| 2009 | The Wind Blows                       | —                 | —                 | —                 | —                 | —                 | When the World Comes Down |
| 2009 | I Wanna                              | —                 | —                 | —                 | —                 | —                 | When the World Comes Down |
| 2009 | Real World                           | —                 | —                 | —                 | —                 | —                 | When the World Comes Down |
| 2012 | Beekeeper's Daughter                 | —                 | —                 | 124               | 132               | —                 | Kids in the Street        |
| 2012 | Kids in the Street                   | —                 | —                 | —                 | —                 | —                 | Kids in the Street        |
| 2012 | Heartbeat Slowing Down               | —                 | —                 | —                 | —                 | —                 | Kids in the Street        |
| 2015 | There's a Place                      | —                 | —                 | —                 | —                 | —                 |                           |
| 2017 | Sweat                                | —                 | 21                | —                 | —                 | —                 | Sweat (EP)                |
| 2017 | Close Your Eyes                      | —                 | —                 | —                 | —                 | —                 | Sweat (EP)                |